# La Aurora (Buenos Aires)
La Aurora o Estación La Niña es una localidad del centro de la provincia de Buenos Aires, Argentina, perteneciente al partido de Nueve de Julio.

## Ubicación
La localidad se encuentra a 44 km al noroeste de la ciudad de Nueve de Julio, accediéndose por un camino rural de 22 km que se desprende de la Ruta Nacional 5; o a través de la ruta provincial 65 y luego el camino rural que lleva a Fauzón.

## Población
Cuenta con 499 habitantes (Indec, 2022), lo que representa un decenso frente a los 531 habitantes (Indec, 2010) del censo anterior.
| Gráfica de evolución demográfica de La Aurora entre 1991 y 2022 |
|                                                                 |
| Fuente: Censos nacionales del INDEC                             |

## Historia
Historia de las tierras
El espacio físico donde se emplaza la localidad llamada La Aurora, estación La Niña (nombre con el que es conocido actualmente dicho pueblo) tiene su origen el 29 de octubre de 1868, cuando el Superior Gobierno de la provincia de Buenos Aires, concede (en posesión) al señor Cándido Ávila una fracción de tierras, de una y tres cuartas leguas cuadradas de superficie, fuera de la línea de fronteras, ubicadas en el partido de 9 de Julio (creado en 1865).En 1871 el compra dichas tierras.
En 1894 fallece Cándido Ávila y las tierras son heredadas por su esposa y tres hijos Al fallecer su hija Evangelista Ávila, casada con Ruperto Izaguirre, se reparten nuevamente. Ruperto Izaguirre, vende la parte heredada a Mariano Jáuregui quien , a su vez, se le vende a Elisardo Cascallar el 8 de mayo de 1903, una fracción de 253 hectáreas.
La solicitud de fundación
El señor Elisardo Cascallar, oriundo de Pontevedra (España), concibe la idea de formar un centro de población y, en función de ello, pide autorización para realizar un loteo.
Encarga al agrimensor Luis E. Brenta que diseñe los planos para el nuevo pueblo que llevará el nombre de “La Aurora”. En noviembre de 1911 el agrimensor Brenta finaliza el trazado.
En diciembre de ese mismo año, el Sr. Cascallar eleva nota al Ministerio de Obras Públicas de la provincia solicitando la aprobación del trazado y comprometiéndose a escriturar a favor del Poder Ejecutivo las reservas para uso público que se indicaban en el proyecto (terrenos donde luego se construyeron los edificios públicos). El agrimensor Brenta debía ser el encargado de los ajustes al planteo original y el nombre sería el de “LA AURORA” porque así se conocía el paraje.
El Departamento de Ingenieros examina la propuesta y entiende que “no se acompaña el análisis químico de las aguas, ni la profundidad de las napas….”.
Cumplimentados estos requisitos se aprueba el 26 de diciembre de 1911.
El 16 de mayo de 1912, el señor Elisardo Cascallar se dirige al Ministerio, aceptando las reformas y acompañando con el análisis de aguas requerido, conforme a la reglamentación vigente.
El 18 de ese mes y año, se aprueban los planos y Cascallar escritura, a favor del fisco, libre de gravamen, el 6 de diciembre de 1912.

## Toponimia
El nombre de “La Aurora” surge a raíz de que así se conocía al paraje. Como fue fundada en 1912 no llevó el nombre de algún pionero, como lo establece la Ley N.º 3487 de Centros de Población, Ley que fue sancionada en 1913, o sea, un año después.
Cuando el señor Cascallar solicitó su creación sugirió ese nombre porque se repetía en el lugar. Lo llevaban: la nieta de Cándido Ávila (nacida de su hija Evangelista de Izaguirre) y lo usó Ruperto Izaguirre, (el padre de Aurora Pilar) para llamar así a una pulpería que instaló en un campo, en 1894, cerca de la estancia “La Redonda”. Así se llamó también la casa de comercio que compró Elisardo en 1897.
Acerca del nombre de la estación, La Niña, solamente se conoce la mención que hace el Dr. Enrique Udaondo, en su obra “Nomenclatura de las Estaciones Ferroviarias”, diciendo que se refiere a una de las carabelas de Colón, sin agregar documentación probatoria, por lo que se cree que fue una deducción lógica
Primeras Inundaciones
Cuando el viejo tren de La Trocha ya había dejado de hacer oír su silbato y los rieles morían de tedio, escondidos entre las gramilla, sucedió la inundación. Fue entonces cuando, al anegarse los caminos, al sentir la desolación que causa saberse aislados, se pensó en las vías muertas, en la altura del terraplén y ¿por qué no tratar de que volvieran a funcionar?
Con mucho coraje y pocas herramientas, un grupo de gente (jóvenes sobre todo) se lanzaron a la aventura de recuperar lo que alguna vez fue nexo .
Limpiaron las malezas que cubrían el trayecto y, al fin lograron que circulara un vehículo pequeño, de los que usaban los empleados del ferrocarril. Viajaba desde el pueblo hasta el cruce con la ruta 65 y allí autos particulares completaban el viaje.
Así la “zorra”, pequeña, incómoda, donde se sentaban pocas personas, espalda con espalda, mientras el conductor iba detrás, parado, pasó a ser la solución para quienes necesitaban viajar.
Se redujeron y cambiaron los horarios de las escuelas para adaptarlos a los viajes posibles que traían maestros por la mañana y los devolvían a mediodía. Allí subían los profesores y al atardecer eran devueltos a la ruta donde otro vehículo los llevaba hasta 9 de Julio.

## Instituciones
Escuela Primaria
La primera institución creada bajo el marco legal correspondiente, fue la escuela primaria N.º 18 República de México que comenzó a funcionar el 1° de julio de 1912.
En un principio se alquiló una habitación, propiedad del Señor Elisardo Cascallar, por el monto de $40.
Se dictaban 68 días de clase, entre los meses de julio a noviembre.
En julio, había nueve varones y una mujer inscriptos. Al finalizar el año eran catorce varones y cinco mujeres.
El 17 de julio de 1912 la señora directora recibió una carta del Consejo Escolar donde le comunicaban que podía retirar útiles (no bancos porque no los tenían disponibles). No obstante, en agosto de ese mismo año la escuela contaba con: 16 bancos, un escritorio, 2 sillas, un timbre, mapas, libros, lápices, lapiceras, frascos de tinta, una caja de plumas, carpetas, anotadores, etc.
Unos años más tarde se trasladó a otro local por el que se pagaban $70 de alquiler.
Por iniciativa del consejero general de Educación, Benjamín Fernández, se formó una comisión de vecinos, presidida por Bernardo Pierry, para gestionar la construcción del edificio. La comisión reunió, para ese fin, la cantidad de $4.500, en efectivo y 50.000 ladrillos. La Dirección de Escuelas aportó $24.500 para completar los $30.000 que era el monto total necesario.
El 8 de abril de 1922 se inauguró el edificio con dos grandes aulas, galerías y tres habitaciones con baño y sala de estar, para vivienda del director.
Club Atlético “La Niña”
Fundado el 25 de mayo de 1918 gracias a la pasión por el fútbol que latía en el grupo que dio “el puntapié inicial”.
Dicho grupo quiso festejar la fecha patria con un partido. El mismo se llevó a cabo contra el equipo del Club Monasterio de 9 de Julio (Club que desapareciera luego) y allí La Niña tuvo su primera victoria, venciendo por 1 a 0.
Fue tanto el entusiasmo que dejó este encuentro que, esa misma noche, en la estación de ferrocarril, se llevó a cabo una Asamblea y se formó la primera Comisión Directiva cuyo presidente fue Ezequiel Emilio Vélez, quien mantuvo el cargo hasta el año 1928, en que es reemplazado por Santiago Vélez.
Al principio sus actividades fueron escasas; algún encuentro amistoso de fútbol y reuniones danzantes. Después de 1925 comenzaron a aumentar: se compró un terreno para la cancha y se la construyó con el dinero ahorrado y la colaboración de muchos vecinos.
En 1937 asume la presidencia el señor Joaquín Solaberrieta. Ya comienza a sentirse la necesidad de una sede.
En 1940 el presidente es el Dr. Cesáreo Lozano. Durante su mandato se decide suspender la práctica de fútbol y dedicar todos los esfuerzo a la construcción del edificio propio.
En 1941 se gestiona la personería jurídica. Asume don Eduardo Garibotti como presidente. Se realiza una Asamblea en el Hotel Vega con 33 personas donde se define la construcción.
El empuje de don Eduardo Garibotti y de Pedro Caterina así como el respaldo económico brindado por don Esteban Solaberrieta permitieron avanzar con el proyecto.
La firma Héctor Bai e hijos tuvo la responsabilidad de la construcción. Casa Richer constribuyó con la instalación eléctrica. La herrería Pagliana se ocupó de lo referente a su rubro. La fábrica “Furiga” colocó los mosaicos. La tela las cortinas y decorados se adquirieron en “Casa Cabezas”. La carpintería estuvo a cargo de Bartolomé Aucheo. La pintura la realizó Julio Canuso. Los materiales se adquirieron en las dos grandes casas de comercio de la localidad: Garibotti, Caterina y Cía y Morán, Cañón y Rodríguez. Los vidrios se compraron a Sendoya y Cía. En el horno del convecino Marenco se “cocinaron” los ladrillos que dieron forma y figura a la casa propia del Club. El personal que realizaba los trabajos fue asegurado en la Compañía de seguros “La Primera”.
El 18 de octubre de 1942 se inauguró la sede social.
Capilla Virgen Niña
Era el año 1957 y La Niña no tenía aún un templo donde celebrar la Fe católica.
Años atrás, un grupo de señoras, presididas por doña Tina Boggero, formaron una comisión para levantarlo pero, diversas dificultades lo impidieron.
Una vez por año los niñenses participábamos de una misa que se celebraba en el salón del Club Atlético.
Los docentes de la Escuela N.° 18, junto a los padres, preparaban a los niños en el conocimiento del catecismo, para que pudiesen tomar la comunión. Los sacerdotes que realizaban estas celebraciones eran el padre Kaufman y el padre Güida.
La idea de construir un templo continuó latiendo. Muchos la impulsaban, como el doctor Cesáreo Lozano, Américo Perriello, doña Luisa Solaberrieta (entre otros).
Jóvenes niñenses, alumnas del colegio Jesús Sacramentado conversaron un día con la hermana Imelda sobre la posibilidad de evangelizar, cada cual en su pueblo. Nancy Erbetti lo hizo en La Niña, ayudada por Marta Álvarez.
Fue Nancy quien conversó con el Dr. Lozano sobre la necesidad de formar una Comisión Pro Templo. Y ella quien habló con el Padre Güida para que este autorizara la llegada de un sacerdote a la localidad. El sacerdote en cuestión debía viajar en un taxi y así lo hizo; los gastos fueron costeados por la señora Carmen Solaberrieta de Gougi. El Padre Egoscue inició el nuevo camino de la FE en La Niña, le siguieron el Padre Liborio Pérez, Piovezano, Iglesias, Lazaleta (y otros).
Cuando 9 de Julio tuvo su Obispo, Monseñor Herrera visitó La Niña y, en una reunión realizada en el Club, con aproximadamente 500 personas, se propuso elegir a la Patrona. Las propuestas eran: la Virgen de Lujan o la Virgen Niña, resultando la elegida esta última.
El 8 de septiembre de 1958 llegó la imagen donada por Monseñor Herrera y se realizó la primera Fiesta Patronal. La Virgen fue traída en una carroza, armada sobre un vehículo propiedad del señor Francisco (Pancho) Errecarret. Mientras la imagen avanzaba se arrojaron flores desde un avión. También se colocó la piedra fundamental en el lugar donde se habría de construir la futura capilla con el esfuerzo de muchos. El Padre Liborio González era el sacerdote de ese evento y ocupaba el cargo de delegado municipal el señor Rodolfo Erbetti. Se celebró la Santa Misa.
El 8 de septiembre de 1959 vinieron monaguillos del colegio Don Bosco de los padres salesianos de Del Valle al oficio religioso.
El 10 de noviembre de 1959 se inició la construcción, a cargo de los albañiles Oscar Depetri y Eugenio Bonardi (hijo). La misma llevó años de luchas y esfuerzos.
El primer casamiento en la capilla provisoria fue el de María Barroso con César Orlando. Y el primero en la capilla actual (aun sin terminar) fue de Ana María Bermejo con Juan Carlos Becci.
La imagen fue entronizada en un local, propiedad de don Pío Perriello.
El altar, en esta improvisada capilla, fue donado por las Hermanas de la Virgen Niña del Hospital de Lincoln.
En 1962 los festejos patronales se llevaron a cabo en el edificio en construcción, sin techo ni aberturas.
La inauguración de la flamante capilla se concretó en el año 1965. Asistieron el Obispo, Monseñor Castellanos y el intendente de 9 de Julio don Santos Abel de la Plaza.
Cooperativa Eléctrica y de Servicios “La Niña”
En el año 1950 preocupaba a la población de La Niña el estado de deterioro de la Usina de la sucesión del señor Atilio Cingolani, con la que se proveía de luz a los hogares, por unas horas.
Un grupo de vecinos, en 1957, se reúne para tratar el problema del deterioro de la usina local. Se forma una primera comisión provisoria, presidida por Adolfo Álvarez, por no aceptar el señor Felipe Bustamante, el elido.
Por consejo del Comisionado municipal, Capitán Latino Córdoba, a cargo del gobierno después de la caída de Perón, se decide dejar de lado la idea de la usina propia e intentar la interconexión por redes, hecho que se concreta el 25 de mayo de 1963. Se habilitaron 47 conexiones iniciales y alumbrado público.
El 14 de abril de 1984 inauguró un pozo de bombeo, hoy cuenta con tres.
El 26 de octubre de 1989 se inicia el servicio de telefonía, con 192 líneas pero una capacidad de 900. Posteriormente se amplía el servicio a la zona rural, que cuenta con 35 abonados en la actualidad.
En 1990 se agrega el servicio de sepelio y en 1993, el de TV por cable.
Es de destacar la figura del señor Cayetano Valinote, quien se desempeñara como gerente durante 33 años y que, a pesar de contar con más de 80 años de edad, en la actualidad oficia de asesor de la Cooperativa.
Hoy ocupa la gerencia, el joven emprendedor, Miguel Cabrer.
La Cooperativa, con más de 50 años de vida, tuvo solamente cinco presidentes.
Destacamento Policial
El primer dato que se tiene sobre la necesidad del Destacamento se encuentra en el libro donde, don Agapito Valado, registraba la actividad del incipiente pueblo. En el Tomo IV página 70 se encuentra una carta que envía (con otros vecinos) al jefe de Policía de la provincia de Buenos Aires.
Dado que el libro fue escrito en 1912 (año de la fundación) y en papel de seda, con pluma y tinta, no se leen las firmas de los solicitantes.
Se dice que el agente Montenegro inició este servicio en 1915.
El Dr. Lozano, llegado en 1932, se refiere al Destacamento Policial como un edificio (“especie de tapera”) con un cabo y un agente a cargo, que vivían allí. El lugar más habitable era el calabozo, dice.
Don Gregorio Álvarez, no es oriundo de La Niña pero se instaló allí alrededor de 1956 y desempeñó el cargo de policía durante muchos años.
Hacía la recorrida de a caballo, junto a Rubén Víctor Del Valle, su compañero de trabajo.
Vestían breeches, pantalón ajustado en las pantorrillas, que se ensanchaba en las caderas, chaqueta y botas ajustadas y altas. Llevaba colgada de la cintura el arma: un sable.
Escuela secundaria N° 2 José Hernández
La escuela de educación media N.º 2 José Hernández se creó en 1975.
En 1958 un grupo de vecinos, entre los que estaban Américo Perriello, Eduardo Garibotti, el doctor Lozano, Chichita Garibotti, Enrique Chanquet, Arvelio Chela y Rodolfo Erbetti, concretaron un primer intento, realizando los trámites de creación.
En una reunión de vecinos el tema fue la necesidad de una escuela secundaria. En ese momento se creaba la escuela N.º 1 del distrito, en Naón. Con el asesoramiento de la gente de ese lugar se iniciaron las gestiones.
En ese momento, estaba como intendente de 9 de Julio el señor Jesús Blanco y, como diputados, los señores Ares y Bellizio. Ejercía el cargo de delegado municipal el señor Tomás Scott.
Se censó la posible matrícula, firmaron los padres, comprometiéndose a enviar a sus hijos y se elevó la solicitud, por la vía jerárquica, a la Inspectora Uztaros.
Se conformó una Comisión Cooperadora, encargada de los trámite de allí en más.
Se buscó un lugar para su funcionamiento, decidiéndose que sería la vieja estación del clausurado ferrocarril. Un grupo juvenil, a cargo de dos docentes, se encargó de pintar el edificio. Como premio, el diputado Ares, les obsequió una semana en Bariloche.
Jardín de Infantes N° 904
Fue creado en abril de 1966 a partir del trabajo de vecinos y algunos docentes.
Comenzó a funcionar en la casa habitación de la escuela N.º 18 que, en otros momentos, se utilizara como domicilio del director de la escuela primaria. La DGC y Educación envió muebles y vajilla. Hay una persona que, si bien trabajó por varias instituciones, dedicó su amor más genuino al jardín: la señora Mariana Catalina Errecarret.
El edificio donde funciona comenzó a construirse en 1974 . Dicha obra se suspende hasta el año 1986 en que, siendo director general de Escuelas José Gabriel Dumont, se firma un convenio con Asociación Cooperadora para continuar con las obras hasta su finalización. Se culminan las obras en marzo de 1989.
Se habilita e inaugura oficialmente el 4 de junio de 1989. n la foto se aprecia el momento de su inauguración.